# Jean Balcou
Jean Balcou, né le 7 janvier 1932 à Trédarzec et mort le 11 décembre 2024 à Brest, est un universitaire français. Agrégé de lettres classiques, il est professeur de littérature française à l’Université de Bretagne occidentale à Brest.

## Biographie
Jean Balcou naît le 7 janvier 1932 à Trédarzec dans le département des Côtes-d’Armor.

### Carrière académique
En 1976, il reçoit le prix Broquette-Gonin pour sa thèse sur Fréron contre les philosophes.
En 1987, il est le codirecteur de l’ouvrage Histoire littéraire et culturelle de la Bretagne en trois volumes.
Mais, ses recherches et ses publications sont avant tout centrées sur l'écrivain, philosophe et historien Ernest Renan, venant comme lui du Trégor : Renan et la Bretagne, Renan un celte rationaliste, Renan de Tréguier, Introduction et dossiers de Souvenirs d'enfance et de jeunesse. En 1989, il fonde le « Comité Renan » et en assure la présidence jusqu'en 2018. 
Après dix ans de recherches universitaires et trois années pour la rédiger, il publie en 2015 la première biographie d'Ernest Renan. L'année suivante, il reçoit pour cet ouvrage, le grand prix de l'Académie française de la Biographie, dans la catégorie Histoire.

### Décès
Jean Balcou meurt à Brest le 11 décembre 2024 à l’âge de 92 ans.

## Ouvrages et articles
- Ernest Renan - Une biographie ; Paris, éditions Honoré Champion (coll. Champion classiques essais), 2017.  (ISBN 978-2-7453-4598-1). Grand prix de la biographie, Académie française, 2016.
- Ernest Renan l’hérésiarque, dans Histoire littéraire et culturelle de la Bretagne, Champion-Slatkine, Paris-Genève, 1987
- Renan et la Bretagne, Champion, 1992
- Renan un Celte rationaliste, Rennes, PUR
- Renan de Tréguier, Christian Pirot, 1999 (photos de Jean Hervoche)
- Elie Fréron, polémiste et critique d'art, Presses Universitaires de Rennes, 2001
- Le Légendaire breton, Christian Pirot, 2002 (photos de Jean Hervoche) (2 volumes)
- Bretons et la séparation (1795-2005), Presses Universitaires de Rennes, 2006
- Ernest Renan souvenirs d'enfance et de jeunesse, Anagrammes, 2007

Il est également l'auteur de nombreux ouvrages commentant les classiques de la littérature :
- René de Chateaubriand, Ellipses Marketing, 2006
- Le Didactique - Anthologie, Gallimard, 2002
- Les Précieuses ridicules de Molière, Nouveaux Classiques Larousse, 1970
- Mémoire d'Outre tombe, Hachette,1976
- Phèdre, Racine, Hachette,1995

## Distinctions
- Prix Broquette-Gonin (1976)
- Prix de la biographie, Académie française, 2016.
- Commandeur des Palmes académiques.
- Président du comité Renan (1989-2018).
- Citoyen d'honneur et médaille de la ville de Tréguier.

## Liens
- Ressources relatives à la littérature :   - Académie française (lauréats)
  - Projet de recherche en littérature de langue bretonne
- Ressource relative à la recherche :   - Persée
- Notices d'autorité :   - VIAF
  - ISNI
  - BnF (données)
  - IdRef
  - LCCN
  - GND
  - CiNii
  - Espagne
  - Belgique
  - Pays-Bas
  - Israël
  - NUKAT
  - Australie
  - Norvège
  - Tchéquie
  - Grèce
  - WorldCat
- Portrait radiophonique de Jean Balcou par Oufipo.